# Humberto Mariles
Humberto Mariles Cortés (Parral, 13 de junho de 1913 - 7 de dezembro de 1972) foi um ginete mexicano, especialista em saltos, campeão olímpico. 

## Carreira
Humberto Mariles representou seu país nos Jogos Olímpicos de 1948 e 1952, na qual conquistou a medalha de ouro nos saltos individual, e ouro por equipes, em 1948.